# Asticta dorsigera
Asticta dorsigera là một loài bướm đêm trong họ Erebidae.